# آناندی گوپال جوشی
آناندی گوپال جوشی (به انگلیسی: Anandi Gopal Joshi؛ به مراتی: आनंदीबाई गोपाळराव जोशी؛ ۳۱ مارس ۱۸۶۵ – ۲۶ فوریهٔ ۱۸۸۷) یکی از اولین زنان اهل هند بود که پزشک شد.

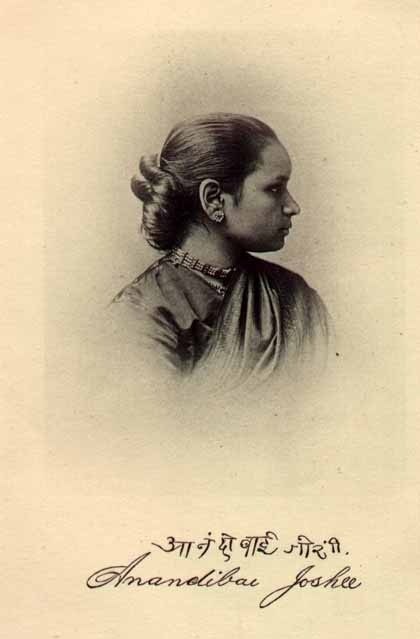
عکسی از آناندی گوپال جوشی با امضای او.

او اولین زن در حکومت سابق ریاست جمهوری بمبئی در هند بود که به تحصیل دوره دو ساله طب غربی در ایالات متحده پرداخت و در این رشته فارغ‌التحصیل شد.
از او با نام‌های متفاوتی یاد کرده‌اند از جمله: آناندیبای جوشی و آناندی گوپال جوشی که در آن «گوپال» از نام «گوپالراو» (انگلیسی: Gopalrao) آمده‌است که نام شوهر اوست.

## افتخارات و یادبود
در سال ۱۸۸۸ نویسنده فمینیست آمریکایی کارولین ولس هیلی دال بیوگرافی جوشی را نوشت.
مؤسسه تحقیقات و مستندات علوم اجتماعی (IRDS) که یک سازمان غیردولتی است که در لکهنو واقع شده‌است جایزه پزشکی را به او و به افتخار کمک‌های او در پیشرفت اولیه علم پزشکی در هند اعطا کرده‌است. علاوه بر این دولت ماهاراشترا یک کمک هزینه تحصیلی به نام او ایجاد کرده‌است که به زنان جوان مشغول به کار در سلامت زنان داده می‌شود.
در ۳۱ مارس ۲۰۱۸، گوگل نشان گوگل دودل خود را به افتخار او و بمناسبت ۱۵۳مین سالگرد تولدش به طرحی از او اختصاص داد.